# Urządzenie cieplne
Urządzenie cieplne – urządzenie służące do zamiany energii mechanicznej na energię wewnętrzną. Współczesne urządzania cieplne najczęściej są nierozerwalnie połączone z silnikami elektrycznymi, które przekazują im energię mechaniczną. Idea urządzenia cieplnego jest odwróceniem idei silnika cieplnego.

## Przykłady urządzeń cieplnych
- sprężarka
- chłodziarka
- pompa ciepła